# نامساوی کلازیوس-دوهم
نامساوی کلازیوس-دوهم (به انگلیسی: Clausius–Duhem) روشی برای بیان قانون دوم ترمودینامیک است که در مکانیک محیط‌های پیوسته استفاده می‌شود. این نابرابری به ویژه در تعیین اینکه آیا روابط ساختاری یک ماده از نظر ترمودینامیکی مجاز است یا خیر استفاده می‌شود.
این نابرابری بیانی در مورد برگشت‌ناپذیری فرآیندهای طبیعی است، به ویژه زمانی که اتلاف انرژی در آن نقش داشته باشد. این نام از فیزیکدان آلمانی رودولف کلاوزیوس و فیزیکدان فرانسوی پی‌یر دوهم گرفته شد.

## جستارهای خارجی
- خاطرات کلیفورد تروسدل نوشته برنارد دی کولمن، مجله الاستیسیته، ۲۰۰۳.
- اندیشه‌هایی در مورد ترمودینامیک اثر والتر نول، ۲۰۰۸.